# Coppa del Mondo di pattinaggio di velocità 2011 - Tappa 7
La 7ª Tappa della Coppa del Mondo di pattinaggio di velocità 2011 è stato il settimo evento della stagione e si è tenuto a Salt Lake City, dal 18 al 19 febbraio 2011.

## Programmazione eventi
Gli orari della programmazione seguono sotto.
| Data        | Orario | Eventi                      |
| ----------- | ------ | --------------------------- |
| 18 febbraio | 13:00  | 1500 m uomini 5000 m donne  |
| 19 febbraio | 13:00  | 1500 m donne 10000 m uomini |

## Classifiche

### Risultati uomini
| Evento           | Oro                          | Tempo    | Argento                      | Tempo    | Bronzo                   | Tempo    |
| 1500 m Dettagli  | Trevor Marsicano Stati Uniti | 1:43.35  | Shani Davis Stati Uniti      | 1:43.38  | Mark Tuitert Paesi Bassi | 1:43.54  |
| 10000 m Dettagli | Bob de Jong Paesi Bassi      | 12:53.17 | Lee Seung-Hoon Corea del Sud | 12:57.27 | Bob de Vries Paesi Bassi | 13:01.83 |

### Risultati donne
| Evento          | Oro                         | Tempo        | Argento                    | Tempo   | Bronzo                   | Tempo   |
| 1500 m Dettagli | Marrit Leenstra Paesi Bassi | 1:53.38      | Ireen Wüst Paesi Bassi     | 1:53.75 | Christine Nesbitt Canada | 1:54.16 |
| 5000 m Dettagli | Martina Sáblíková Rep. Ceca | 6:42.66 (WR) | Stephanie Beckert Germania | 6:47.03 | Eriko Ishino Giappone    | 6:55.07 |